# 木月 (川崎市)
木月（きづき）は、神奈川県川崎市中原区の町名。現行行政地名は木月1丁目から木月4丁目。住居表示実施済区域。面積は92.7 ha。
なお、「木月」を冠した町（木月伊勢町、木月大町、木月祇園町、木月住吉町）が木月の近隣にあるが、これらは木月から分離されて設置された（後述）。

## 地理
中原区の南東部に所在し、矢上川と、二ヶ領用水の支流である渋川に接している。東急東横線・目黒線の元住吉駅周囲は駅を中心として東西に商店街の伸びる商業地となっているほか、綱島街道（東京都道・神奈川県道2号東京丸子横浜線）と尻手黒川道路という幹線道路が当地で交差している。
木月は北端で木月祗園町・木月伊勢町と、東端では渋川を境として木月住吉町・西加瀬・幸区矢上と、南端では矢上川を境界として横浜市港北区日吉と、西端では井田・井田中ノ町と接する（特記のない町域は川崎市中原区）。

### 地価
住宅地の地価は、2024年（令和6年）1月1日の公示地価によれば、木月1-9-15の地点で54万3000円/m²、木月4-21-15の地点で44万9000円/m²となっている。

## 歴史
当地には鎌倉公方の足利基氏に納めた租税の帳簿が残されていたと「新編武蔵風土記稿」が伝えているが、当時の記録として現在に残っているものとしては、連歌師の宗長が著した「東路の津登」に、1509年（永正6年）に本人が当地に宿泊したことが残されている。小田原衆所領役帳には「稲毛庄木月郷 今井屋けへ方」という記述があるが、「屋けへ」は新城村の「焼部」に比定されており、木月郷は広範囲であったと考えられている。
江戸時代の当地は旗本領であり、森川氏・三宅氏・内藤2氏の四給となっていた。「木月千石」と称された水田地帯であり、実際の村高も、正保年間の「武蔵田園簿」で715石、「元禄郷帳」では987石5斗、「天保郷帳」では1003石8斗、幕末の「旧高旧領取調帳」では935石と、1000石前後で推移していた。ただし、旱魃や洪水、森川氏の横暴などに苦しめられながらの生活であった。農間には紙漉き、縄作りが行われたほか、天明期から素麺作りも行われ、「木月素麺」として江戸へ出荷されていた。
明治時代には町村制の施行により周辺の村と合併して住吉村が成立し、当地に村役場が置かれた。明治末期には梨や桃の栽培も行われたが、大正末期に東京横浜電鉄（現・東急東横線）が開通して元住吉駅が設置されたことにより、駅周辺に商店街が形成されていったほか、周辺の宅地化も起き始めた。1940年（昭和15年）には耕地整理の結果、木月伊勢町・木月大町・木月祇園町（現木月祗園町）が分立し、2年後には木月住吉町も分立した。残りの木月は11の字を含む大きな区域で、1丁目～4丁目という通称がついていたが、平成に入ってから住居表示が行われ、正式に丁目が設定された。

### 地名の由来
「木月」という地名の由来についてははっきりしていないが、古代の屯倉に関連する地名だとする説、矢上川沿いの低湿地を突き固め「築いた」ことに由来するという説などが考えられている。いずれにせよ、「木月」という表記は後に当てられたものである。

### 沿革
- 1509年（永正06年） - 連歌師の宗長が当地に泊まる。
- 1534年（天文03年） - 妙海寺の開基と伝わる。
- 1590年（天正18年） - 徳川家康が江戸入府。当地も徳川領となる。
- 1714年（正徳04年） - 矢上堰が完成、下流の村を潤す。
- 1718年（享保3年）以降 - 川崎宿の助郷を務める[12]。
- 1732年（享保17年） - 矢上堰の改修をめぐり、上流と下流で争いとなる[11]。
- 1868年（明治元年） - 神奈川県所属となる。
- 1874年（明治07年） - 大区小区制により、当地は第4大区大8小区に属する。
- 1889年（明治22年） - 町村制施行により、木月村など6村が合併して住吉村が発足、木月はその大字となる。
- 1909年（明治42年） - 村内の11社が合祀され、村名から「住吉神社」となる。
- 1925年（大正14年） - 住吉村と中原村が合併して中原町を新設。中原町木月となる。
- 1926年（大正15年） - 東京横浜電鉄が開通、元住吉駅が設置される。
- 1933年（昭和08年） - 中原町が川崎市に編入され、当地は川崎市木月となる。
- 1940年（昭和15年） - 耕地整理により、木月伊勢町・木月大町・木月祇園町（現・木月祗園町）が分立。
- 1942年（昭和17年） - 木月住吉町が分立。
- 1943年（昭和18年） - 綱島街道が開通。
- 1945年（昭和20年） - 空襲の被害を受ける。
- 1972年（昭和47年） - 川崎市が政令指定都市に移行。当地は川崎市中原区木月となる。また、矢上の一部を編入[11]。
- 2004年（平成16年） - 一部で住居表示が施行され、木月一丁目となる。
- 2006年（平成18年）
  - 2月 - 一部で住居表示が施行され、木月二丁目・三丁目となる。
  - 9月 - 尻手黒川道路との逆立体化工事が行われ、東横線が高架化される。
  - 11月 - 木月の未実施地域全域で住居表示が実施され、木月四丁目となる。
- 2008年（平成20年） - 東急目黒線が延伸され、元住吉駅にも発着するようになる。
- 2009年（平成21年）11月2日 - 西加瀬、苅宿、木月住吉町の住居表示の実施に伴い、木月4丁目と西加瀬の境界を変更する[5][14]。

### 町名の変遷
木月で住居表示が施行される前の字は、以下のようになっていた（特記のない字はその一部）。
| 現町丁    | 設定年月日     | 設定前の字・町                                                           | 出典   |
| --------- | -------------- | ------------------------------------------------------------------------ | ------ |
| 木月1丁目 | 2004年10月12日 | 木月字稲荷町・字二ツ塚・字矢倉                                           | [ 15 ] |
| 木月2丁目 | 2006年2月12日  | 木月字稲荷町・字矢倉・字八幡町                                           | [ 16 ] |
| 木月3丁目 | 2006年2月12日  | 木月字上ノ町・字小沼・字天王森の各全部、木月字稲荷町・字中ノ町・字二ツ塚 | [ 16 ] |
| 木月4丁目 | 2006年11月4日  | 木月字諏訪町・字中山道の各全部・木月字稲荷町・字八幡町                   | [ 17 ] |

## 世帯数と人口
2025年（令和7年）6月30日現在（川崎市発表）の世帯数と人口は以下の通りである。
| 丁目      | 世帯数     | 人口     |
| --------- | ---------- | -------- |
| 木月1丁目 | 1,887世帯  | 2,640人  |
| 木月2丁目 | 2,116世帯  | 2,920人  |
| 木月3丁目 | 3,803世帯  | 6,130人  |
| 木月4丁目 | 4,154世帯  | 7,202人  |
| 計        | 11,960世帯 | 18,892人 |

### 人口の変遷
国勢調査による人口の推移。
| 年                 | 人口   |
| ------------------ | ------ |
| 1995年（平成7年）  | 16,800 |
| 2000年（平成12年） | 17,411 |
| 2005年（平成17年） | 17,374 |
| 2010年（平成22年） | 18,147 |
| 2015年（平成27年） | 18,745 |
| 2020年（令和2年）  | 19,334 |

### 世帯数の変遷
国勢調査による世帯数の推移。
| 年                 | 世帯数 |
| ------------------ | ------ |
| 1995年（平成7年）  | 8,677  |
| 2000年（平成12年） | 9,543  |
| 2005年（平成17年） | 9,990  |
| 2010年（平成22年） | 10,847 |
| 2015年（平成27年） | 11,079 |
| 2020年（令和2年）  | 11,960 |

## 学区
市立小・中学校に通う場合、学区は以下の通りとなる（2022年3月時点）。
| 丁目      | 番地 | 小学校             | 中学校             |
| --------- | ---- | ------------------ | ------------------ |
| 木月1丁目 | 全域 | 川崎市立住吉小学校 | 川崎市立今井中学校 |
| 木月2丁目 | 全域 | 川崎市立木月小学校 | 川崎市立住吉中学校 |
| 木月3丁目 | 全域 | 川崎市立住吉小学校 | 川崎市立井田中学校 |
| 木月4丁目 | 全域 | 川崎市立木月小学校 | 川崎市立住吉中学校 |

## 事業所
2021年（令和3年）現在の経済センサス調査による事業所数と従業員数は以下の通りである。
| 丁目      | 事業所数  | 従業員数 |
| --------- | --------- | -------- |
| 木月1丁目 | 264事業所 | 1,681人  |
| 木月2丁目 | 216事業所 | 1,385人  |
| 木月3丁目 | 178事業所 | 1,295人  |
| 木月4丁目 | 111事業所 | 1,254人  |
| 計        | 769事業所 | 5,615人  |

### 事業者数の変遷
経済センサスによる事業所数の推移。
| 年                 | 事業者数 |
| ------------------ | -------- |
| 2016年（平成28年） | 750      |
| 2021年（令和3年）  | 769      |

### 従業員数の変遷
経済センサスによる従業員数の推移。
| 年                 | 従業員数 |
| ------------------ | -------- |
| 2016年（平成28年） | 5,935    |
| 2021年（令和3年）  | 5,615    |

## 交通

### 鉄道
- 東海道新幹線 - 当地を通過するが、駅はない（品川駅 - 新横浜駅間）。
- 東急東横線・目黒線 - 元住吉駅や元住吉検車区が所在する。

### 道路
- 綱島街道（東京都道・神奈川県道2号東京丸子横浜線）
- 尻手黒川道路（神奈川県道14号鶴見溝ノ口線）

### 路線バス
川崎市交通局（川崎市バス）と川崎鶴見臨港バスによって、川崎駅西口・小杉駅東口・横須賀線小杉駅・新城駅・新川崎駅・新川崎交通広場などを結ぶバスが当地を経由して運行されている。
- 川崎市バス - 川66・杉01・杉02・杉03・杉04
- 川崎鶴見臨港バス - 川53・川54・川60・川61・元02・原62
  - 川崎鶴見臨港バスの系統はいずれも運行本数は極めて少ない。

## 施設
- 妙海寺
- 住吉神社 - 周辺の神社を合祀した際、旧村名にちなんで名付けられた。
- ブレーメン通り商店街・オズ通り商店街
- 神奈川県警察学校木月分校
- 神奈川県警察第二機動隊
- もとまちユニオン日吉店

### 金融機関
なお、これらはすべてブレーメン通り沿いにある。
- 三菱UFJ銀行元住吉支店
- 横浜銀行元住吉支店
- 城南信用金庫元住吉支店
- 川崎信用金庫住吉支店
- 川崎ブレーメン通郵便局

2019年2月17日まで綱島街道沿いに三井住友銀行元住吉支店があった（現在は武蔵小杉支店と同じ窓口で営業）。

### 教育施設
- 川崎市立木月小学校

## その他

### 日本郵便
- 郵便番号 : 211-0025[3]（集配局 : 中原郵便局[29]）

### 警察
町内の警察の管轄区域は以下の通りである。
| 丁目      | 番・番地等        | 警察署     | 交番・駐在所   |
| --------- | ----------------- | ---------- | -------------- |
| 木月1丁目 | 全域              | 中原警察署 | 木月交番       |
| 木月2丁目 | 13〜14番 25〜26番 | 中原警察署 | 木月三丁目交番 |
| 木月2丁目 | その他            | 中原警察署 | 木月交番       |
| 木月3丁目 | 全域              | 中原警察署 | 木月三丁目交番 |
| 木月4丁目 | 全域              | 中原警察署 | 木月三丁目交番 |